# ROC en los Juegos Olímpicos de Milán-Cortina d'Ampezzo 2026
ROC participará en los Juegos Olímpicos de Milán-Cortina d'Ampezzo 2026. Responsable del equipo olímpico es el Comité Olímpico Ruso.

## Suspensión del Comité Olímpico Ruso
El 9 de diciembre de 2019, la Agencia Mundial Antidopaje (AMA) decidió suspender al Comité Olímpico Ruso y recomendó su exclusión de los Juegos Olímpicos de Tokio 2020 debido al sistema planificado de dopaje en el que se vio involucrado. Sin embargo, el COI permitió la participación de atletas de nacionalidad rusa que no hubieran estado involucrados en ese sistema y que demostraron haber superado controles antidopaje independientes antes del inicio de los Juegos;